# Vlag van Enschede

Vlag van de gemeente Enschede

Voorgaande vlag
(1953-2024)

Defileervlag van 1938

De vlag van Enschede is op 29 januari 2024 bij raadsbesluit vastgesteld als gemeentelijke vlag van de Overijsselse gemeente Enschede. De vlag bestaat uit drie horizontale banen van gelijke hoogte in de kleuren wit-rood-wit, met midden in de rode baan het beeldmerk van Enschede, het witte slaghek. De kleuren wit (zilver) en rood (keel) verwijzen naar het oorspronkelijke stadswapen. Dit beeldmerk, het slaghek, bestaat al eeuwenlang. Het slaghek staat symbool voor de grens tussen Overijssel en het Münsterland. Al in 1666 was dit slaghek verwerkt in de stadszegel van Enschede. Sinds 1815 is het slaghek ook onderdeel van het stadswapen van Enschede en is vastgelegd in het register van de Hoge Raad van Adel. Met deze nieuwe vlag gaat Enschede op weg naar het 700 jaar bestaan in 2025.
De huidige vlag is op 22 augustus 2023 een nieuwe gemeentevlag gepresenteerd en naar aanleiding van het 700-jarige bestaan van de stad bedacht. Dit besluit van de raad volgt op een initiatief van het echtpaar Rob en Lydia Molenaar uit Enschede.

## Eerdere vlag
De vorige vlag is op 1 september 1953 bij raadsbesluit vastgesteld als gemeentelijke vlag van de Overijsselse gemeente Enschede. De vlag bestaat uit drie horizontale banen van gelijke hoogte in de kleuren wit-rood-wit. De kleuren zijn afgeleid van het gemeentewapen. Ook komt de vlag, allicht bij toeval, overeen met de drie banen op het wapen van Lonneker.
De Enschedeërs kwamen met het voorstel om aan de oude gemeentevlag van Enschede het herkenbare beeldmerk van de stad toe te voegen.
Tot 1953 werd officieus een defileervlag gebruikt, die in 1938 was ontworpen voor eenmalig gebruik tijdens een defilé in Amsterdam ter gelegenheid van het veertigjarig regeringsjubileum van koningin Wilhelmina. De vlag zal in het stadhuis bewaard worden.

## Verwante afbeeldingen

Wapen van Enschede
Wapen van Lonneker

Almelo 
· Borne 
· Dalfsen 
· Deventer 
· Dinkelland 
· Enschede 
· Haaksbergen 
· Hardenberg 
· Hellendoorn 
· Hengelo 
· Hof van Twente 
· Kampen 
· Losser 
· Oldenzaal 
· Olst-Wijhe 
· Ommen 
· Raalte 
· Rijssen-Holten 
· Staphorst 
· Steenwijkerland 
· Tubbergen 
· Twenterand 
· Wierden 
· Zwartewaterland 
· Zwolle